# Porfir (keresztnév)
A Porfir férfinév a görög Porphürion név rövidüléséből származik, a jelentése bíborba öltözött.

## Gyakorisága
Az 1990-es években szórványos név, a 2000-es években nem szerepel a 100 leggyakoribb férfinév között.

## Névnapok
- február 26.,[2] szökőévekben február 27.

## Idegen nyelvi változatai
- Porfirio (spanyol)

## Híres Porfirok
- Porfirio Díaz, Mexikó elnöke